# 3. Kavallerie-Division (Reichswehr)
Die 3. Kavallerie-Division war ein militärischer Großverband der Reichswehr, der zunächst in Kassel, ab 1925 dann in Weimar stationiert war.

## Geschichte
Die Aufstellung von Reiter-Regimentern begann zum Teil direkt nach dem Ersten Weltkrieg aus der demobilisierten Armee des Kaiserreiches (Friedensheer). Zunächst wurden in der sogenannten Vorläufigen Reichswehr (Frühjahr 1919 bis Ende September 1919) und in der Zeit des Übergangheeres (1. Oktober 1919 bis Mai 1920) Regimenter gebildet. Durch die Bedingungen des Friedensvertrages von Versailles wurden 1921 dann drei reine Kavallerie-Divisionen aus jeweils sechs Reiter-Regimentern in der Reichswehr neu aufgestellt. Die Kavallerie war mit dem Karabiner 98 b und leichten Maschinengewehren ausgerüstet. Die aus der Reichswehr hervorgegangene Wehrmacht beschloss im Jahr 1934 die Auflösung der drei bestehenden Kavallerie-Divisionen. Nach der Wiedereinführung der Wehrpflicht wurde die 3. Kavallerie-Division am 15. Oktober 1935 zur 1. Panzer-Division umgebildet.

## Gliederung
Die Division unterstand dem Gruppenkommando 2 in Kassel. Der Divisionsstab war zunächst in Kassel und ab 13. Mai 1925 in Weimar stationiert. Die unterstellten Verbände waren in Hessen, Westfalen, Niedersachsen, Mecklenburg, Thüringen, Württemberg und Bayern disloziert und umfasste die folgenden neu aufgestellten Reiter-Regimenter:
- 13. (Preußisches) Reiter-Regiment in Hannover (Stab, 1. und 2. Eskadron, Ausbildung) und Lüneburg (3., 4.)
- 14. Reiter-Regiment in Ludwigslust (Stab, 1., Ausb.), Parchim (2.) und Schleswig (3., 4.)
- 15. (Preußisches) Reiter-Regiment in Paderborn (Stab, Ausb.), Neuhaus/Westfalen (1., 2.) und Münster (3., 4., 6.)
- 16. Reiter-Regiment in Erfurt (Stab, 1., 3.), Hofgeismar (2., Ausb.) und Langensalza (4., 6.)
- 17. (Bayerisches) Reiter-Regiment in Bamberg (Stab, 1., Ausb.), Ansbach (2., 3.) und Straubing (4., 6.)
- 18. Reiter-Regiment in Stuttgart-Bad Cannstatt (Stab, 2., Ausb.) und Ludwigsburg (1., 3., 4.)

## Kommandeur
| Dienstgrad                   | Name                       | Datum                                   |
| ---------------------------- | -------------------------- | --------------------------------------- |
| Generalleutnant              | Heinrich von Hofmann       | 01. Mai 1920 bis 30. September 1920     |
| Generalleutnant              | Johannes Koch              | 01. Oktober 1920 bis 15. Juni 1921      |
| Generalmajor                 | Eginhard Eschborn          | 16. Juni 1921 bis 30. September 1923    |
| Generalmajor                 | Paul Haase                 | 01. Oktober 1923 bis 28. Februar 1926   |
| Generalmajor                 | Hans von Viereck           | 01. März 1926 bis 28. Februar 1929      |
| Generalmajor/Generalleutnant | Curt Freiherr von Gienanth | 01. März 1929 bis 30. Oktober 1931      |
| Generalmajor                 | Wilhelm Knochenhauer       | 01. November 1931 bis 30. November 1933 |
| Generalmajor/Generalleutnant | Maximilian von Weichs      | 01. Dezember 1933 bis 15. Oktober 1935  |